# بوب هيل (مدرب كرة سلة)
بوب هيل (بالإنجليزية: Bob Hill)‏ هو مدرب كرة سلة أمريكي، ولد في 24 نوفمبر 1948 في كولومبوس في الولايات المتحدة.

## روابط خارجية
- بوب هيل على موقع كلية كرة السلة في سبورتس رفرنس.كوم (الإنجليزية)
- بوب هيل على موقع سبورتس رفرنس (الإنجليزية)
- بوب هيل على موقع كلية كرة السلة في سبورتس رفرنس.كوم (الإنجليزية)